# Meilleray
Meilleray település Franciaországban, Seine-et-Marne megyében. Lakosainak száma 505 fő (2022. január 1.). Meilleray Saint-Barthélemy, Le Vézier, Villeneuve-la-Lionne, La Chapelle-Moutils és Montolivet községekkel határos.

## Népesség
A település népességének változása:
| Lakosok száma | 507  | 506  | 519  | 501  | 499  | 496  | 499  | 502  | 505  |
|               | 2013 | 2015 | 2016 | 2017 | 2018 | 2019 | 2020 | 2021 | 2022 |